# 沖積社
もしかして
- 沖積舎

ではありませんか？